# روبرت إيميت كيني
روبرت إيميت كيني (بالإنجليزية: Robert Emmett Keane)‏ هو ممثل أمريكي، ولد في 4 مارس 1883 في نيويورك في الولايات المتحدة، وتوفي في 2 يوليو 1981 في هوليوود في الولايات المتحدة.

## وصلات خارجية
- روبرت إيميت كيني على موقع IMDb (الإنجليزية)
- روبرت إيميت كيني على موقع ألو سيني (الفرنسية)
- روبرت إيميت كيني على موقع أول موفي (الإنجليزية)
- روبرت إيميت كيني على موقع قاعدة بيانات برودواي على الإنترنت (الإنجليزية)
- روبرت إيميت كيني على موقع قاعدة بيانات الأفلام السويدية (السويدية)
- روبرت إيميت كيني على موقع قاعدة بيانات الفيلم (الإنجليزية)
- روبرت إيميت كيني على موقع كينوبويسك (الروسية)